# Ager Aketxe
Ager Aketxe Barrutia (Bilbao, 30 december 1993) is een Spaans voetballer die bij voorkeur als offensieve middenvelder speelt. Hij stroomde in 2014 door vanuit de jeugd van Athletic Bilbao.

## Clubcarrière
Aketxe werd geboren in Bilbao en is afkomstig uit de jeugdacademie van Athletic Bilbao. Tijdens het seizoen 2011/12 speelde hij voor CD Baskonia, de satellietclub van Athletic Bilbao. In mei 2012 werd de offensieve middenvelder bij het tweede elftal gehaald, Bilbao Athletic, waar hij elf doelpunten zou maken in 68 competitiewedstrijden. Op 2 september 2014 werd de Bask bij het eerste elftal gehaald. Op 17 september 2014 debuteerde hij voor Athletic Bilbao in de UEFA Champions League tegen Sjachtar Donetsk. Op 2 november 2014 maakte Aketxe zijn opwachting in de Primera División in het thuisduel tegen Sevilla FC.

## Interlandcarrière
Aketxe nam in 2013 met Spanje –20 deel aan het WK –20 in Turkije. In totaal speelde hij vier interlands voor Spanje –20.

## Erelijst
| Supercopa de España | 1x | 2015 |